# Liste der Nummer-eins-Country-Hits in den USA (1951)
Dies ist eine Liste der Nummer-eins-Hits in den von Billboard ermittelten Most Played Juke Box Folk Records (Hillbillies, Spirituals, Cowboy Songs, Etc.), Best Selling Retail Folk Records und Country & Western Records Most Played By Folk Disk Jockeys in den USA im Jahr 1951. Diese Charts gelten als Vorgänger der 1958 eingeführten Hot Country Songs. In diesem Jahr gab es fünfzehn Nummer-eins-Songs.

## Most Played Juke Box Folk Records
| ← 1950 ← | Liste der Nummer-eins-Country-Hits in den USA | Liste der Nummer-eins-Country-Hits in den USA                                        | Liste der Nummer-eins-Country-Hits in den USA                                                         | 1952 →                    |
| \| Zeitraum \| Wo. ges. \| Interpret \| Titel Autor(en) \| Zusätzliche Informationen \| \| (Zeitraum, Wochen auf Platz eins, Interpret, Titel, Autor[en], zusätzliche Informationen) \| \| \| \| \| \| ----------------------------------------------------------------------------------------- \| -------- \| ------------------------------------------------------------------------------------ \| -------------------------------------------------------------------------------------------------------- \| ------------------------- \| \| 30. Dezember 1950 – 12. Januar 1951 2 Wochen (insgesamt 3) \| 3 \| Lefty Frizzell \| If You've Got the Money I've Got the Time[1] Lefty Frizzell, Jim Beck \| - \| \| 13. Januar 1951 – 20. April 1951 14 Wochen (insgesamt 14) \| 14 \| Tennessee Ernie Ford \| The Shotgun Boogie[2] Tennessee Ernie Ford \| - \| \| 21. April 1951 – 25. Mai 1951 5 Wochen (insgesamt 5) \| 5 \| Hank Snow & His Rainbow Ranch Boys \| The Rhumba Boogie[3] Clarence E. Snow \| - \| \| 26. Mai 1951 – 8. Juni 1951 2 Wochen (insgesamt 2) \| 2 \| Eddy Arnold & His Tennessee Plowboys \| Kentucky Waltz[4] Bill Monroe \| - \| \| 9. Juni 1951 – 13. Juli 1951 5 Wochen (insgesamt 5) \| 5 \| Lefty Frizzell \| I Want to Be with You Always[5] Lefty Frizzell, Jim Beck \| - \| \| 14. Juli 1951 – 28. September 1951 11 Wochen (insgesamt 11) \| 11 \| Eddy Arnold & His Tennessee Plowboys \| I Wanna Play House With You[6] Cy Coben \| - \| \| 29. September 1951 – 2. November 1951 5 Wochen (insgesamt 5) \| 5 \| Lefty Frizzell \| Always Late (with Your Kisses)[7] Lefty Frizzell, Blackie Crawford \| - \| \| 3. November 1951 – 9. November 1951 1 Woche (insgesamt 6/1) \| 6/1 \| Lefty Frizzell Pee Wee King & His Golden West Cowboys, Vocal Refrain by Redd Stewart \| Always Late (with Your Kisses) Slow Poke[8] Lefty Frizzell, Blackie Crawford Pee Wee King, Chilton Price \| - \| \| 10. November 1951 – 28. Dezember 1951 7 Wochen (insgesamt 8) \| 8 \| Pee Wee King & His Golden West Cowboys, Vocal Refrain by Redd Stewart \| Slow Poke Pee Wee King, Chilton Price \| - \| |                                               |                                                                                      | |                           |
| ← 1950 |                                               |                                                                                      | | → 1952 →                  |
| Zeitraum | Wo. ges.                                      | Interpret                                                                            | Titel Autor(en)                                                                                       | Zusätzliche Informationen |
| (Zeitraum, Wochen auf Platz eins, Interpret, Titel, Autor[en], zusätzliche Informationen) |                                               |                                                                                      | |                           |
| 30. Dezember 1950 – 12. Januar 1951 2 Wochen (insgesamt 3) | 3                                             | Lefty Frizzell                                                                       | If You've Got the Money I've Got the Time Lefty Frizzell, Jim Beck                                    | -                         |
| 13. Januar 1951 – 20. April 1951 14 Wochen (insgesamt 14) | 14                                            | Tennessee Ernie Ford                                                                 | The Shotgun Boogie Tennessee Ernie Ford                                                               | -                         |
| 21. April 1951 – 25. Mai 1951 5 Wochen (insgesamt 5) | 5                                             | Hank Snow & His Rainbow Ranch Boys                                                   | The Rhumba Boogie Clarence E. Snow                                                                    | -                         |
| 26. Mai 1951 – 8. Juni 1951 2 Wochen (insgesamt 2) | 2                                             | Eddy Arnold & His Tennessee Plowboys                                                 | Kentucky Waltz Bill Monroe                                                                            | -                         |
| 9. Juni 1951 – 13. Juli 1951 5 Wochen (insgesamt 5) | 5                                             | Lefty Frizzell                                                                       | I Want to Be with You Always Lefty Frizzell, Jim Beck                                                 | -                         |
| 14. Juli 1951 – 28. September 1951 11 Wochen (insgesamt 11) | 11                                            | Eddy Arnold & His Tennessee Plowboys                                                 | I Wanna Play House With You Cy Coben                                                                  | -                         |
| 29. September 1951 – 2. November 1951 5 Wochen (insgesamt 5) | 5                                             | Lefty Frizzell                                                                       | Always Late (with Your Kisses) Lefty Frizzell, Blackie Crawford                                       | -                         |
| 3. November 1951 – 9. November 1951 1 Woche (insgesamt 6/1) | 6/1                                           | Lefty Frizzell Pee Wee King & His Golden West Cowboys, Vocal Refrain by Redd Stewart | Always Late (with Your Kisses) Slow Poke Lefty Frizzell, Blackie Crawford Pee Wee King, Chilton Price | -                         |
| 10. November 1951 – 28. Dezember 1951 7 Wochen (insgesamt 8) | 8                                             | Pee Wee King & His Golden West Cowboys, Vocal Refrain by Redd Stewart                | Slow Poke Pee Wee King, Chilton Price                                                                 | -                         |

## Best Selling Retail Folk Records
| ← 1950 ← | Liste der Nummer-eins-Country-Hits in den USA | Liste der Nummer-eins-Country-Hits in den USA                         | Liste der Nummer-eins-Country-Hits in den USA                   | 1952 →                    |
| \| Zeitraum \| Wo. ges. \| Interpret \| Titel Autor(en) \| Zusätzliche Informationen \| \| (Zeitraum, Wochen auf Platz eins, Interpret, Titel, Autor[en], zusätzliche Informationen) \| \| \| \| \| \| ----------------------------------------------------------------------------------------- \| -------- \| --------------------------------------------------------------------- \| --------------------------------------------------------------- \| ------------------------- \| \| 30. Dezember 1950 – 5. Januar 1951 1 Woche (insgesamt 18) \| 18 \| Hank Snow & His Rainbow Ranch Boys \| I'm Moving On[9] Clarence E. Snow \| - \| \| 6. Januar 1951 – 19. Januar 1951 2 Wochen (insgesamt 2) \| 2 \| Hank Snow & His Rainbow Ranch Boys \| The Golden Rocket[10] Clarence E. Snow \| - \| \| 20. Januar 1951 – 2. Februar 1951 2 Wochen (insgesamt 20) \| 20 \| Hank Snow & His Rainbow Ranch Boys \| I'm Moving On Clarence E. Snow \| - \| \| 3. Februar 1951 – 9. Februar 1951 1 Woche (insgesamt 1) \| 1 \| Tennessee Ernie Ford \| The Shotgun Boogie Tennessee Ernie Ford \| - \| \| 10. Februar 1951 – 16. Februar 1951 1 Woche (insgesamt 21) \| 21 \| Hank Snow & His Rainbow Ranch Boys \| I'm Moving On Clarence E. Snow \| - \| \| 17. Februar 1951 – 23. Februar 1951 1 Woche (insgesamt 1) \| 1 \| Eddy Arnold & His Tennessee Plowboys \| There's Been a Change in Me[11] Cy Coben \| - \| \| 24. Februar 1951 – 2. März 1951 1 Woche (insgesamt 2) \| 2 \| Tennessee Ernie Ford \| The Shotgun Boogie Tennessee Ernie Ford \| - \| \| 3. März 1951 – 16. März 1951 2 Wochen (insgesamt 3) \| 3 \| Eddy Arnold & His Tennessee Plowboys \| There's Been a Change in Me Cy Coben \| - \| \| 17. März 1951 – 23. März 1951 1 Woche (insgesamt 3) \| 3 \| Tennessee Ernie Ford \| The Shotgun Boogie Tennessee Ernie Ford \| - \| \| 24. März 1951 – 30. März 1951 1 Woche (insgesamt 4) \| 4 \| Eddy Arnold & His Tennessee Plowboys \| There's Been a Change in Me Cy Coben \| - \| \| 31. März 1951 – 18. Mai 1951 7 Wochen (insgesamt 7) \| 7 \| Hank Snow & His Rainbow Ranch Boys \| The Rhumba Boogie Clarence E. Snow \| - \| \| 19. Mai 1951 – 25. Mai 1951 1 Woche (insgesamt 1) \| 1 \| Eddy Arnold & His Tennessee Plowboys \| Kentucky Waltz Bill Monroe \| - \| \| 26. Mai 1951 – 1. Juni 1951 1 Woche (insgesamt 8) \| 8 \| Hank Snow & His Rainbow Ranch Boys \| The Rhumba Boogie Clarence E. Snow \| - \| \| 2. Juni 1951 – 8. Juni 1951 1 Woche (insgesamt 2) \| 2 \| Eddy Arnold & His Tennessee Plowboys \| Kentucky Waltz Bill Monroe \| - \| \| 9. Juni 1951 – 22. Juni 1951 2 Wochen (insgesamt 2) \| 2 \| Lefty Frizzell \| I Want to Be with You Always Lefty Frizzell, Jim Beck \| - \| \| 23. Juni 1951 – 29. Juni 1951 1 Woche (insgesamt 3) \| 3 \| Eddy Arnold & His Tennessee Plowboys \| Kentucky Waltz Bill Monroe \| - \| \| 30. Juni 1951 – 27. Juli 1951 4 Wochen (insgesamt 6) \| 6 \| Lefty Frizzell \| I Want to Be with You Always Lefty Frizzell, Jim Beck \| - \| \| 28. Juli 1951 – 31. August 1951 5 Wochen (insgesamt 5) \| 5 \| Eddy Arnold & His Tennessee Plowboys \| I Wanna Play House With You Cy Coben \| - \| \| 1. September 1951 – 7. September 1951 1 Woche (insgesamt 1) \| 1 \| Lefty Frizzell \| Always Late (with Your Kisses) Lefty Frizzell, Blackie Crawford \| - \| \| 8. September 1951 – 14. September 1951 1 Woche (insgesamt 6) \| 6 \| Eddy Arnold & His Tennessee Plowboys \| I Wanna Play House With You Cy Coben \| - \| \| 15. September 1951 – 30. November 1951 11 Wochen (insgesamt 12) \| 12 \| Lefty Frizzell \| Always Late (with Your Kisses) Lefty Frizzell, Blackie Crawford \| - \| \| 1. Dezember 1951 – 28. Dezember 1951 4 Wochen (insgesamt 4) \| 4 \| Pee Wee King & His Golden West Cowboys, Vocal Refrain by Redd Stewart \| Slow Poke Pee Wee King, Chilton Price \| - \| |                                               |                                                                       |                                                                 |                           |
| ← 1950 |                                               |                                                                       |                                                                 | → 1952 →                  |
| Zeitraum | Wo. ges.                                      | Interpret                                                             | Titel Autor(en)                                                 | Zusätzliche Informationen |
| (Zeitraum, Wochen auf Platz eins, Interpret, Titel, Autor[en], zusätzliche Informationen) |                                               |                                                                       |                                                                 |                           |
| 30. Dezember 1950 – 5. Januar 1951 1 Woche (insgesamt 18) | 18                                            | Hank Snow & His Rainbow Ranch Boys                                    | I'm Moving On Clarence E. Snow                                  | -                         |
| 6. Januar 1951 – 19. Januar 1951 2 Wochen (insgesamt 2) | 2                                             | Hank Snow & His Rainbow Ranch Boys                                    | The Golden Rocket Clarence E. Snow                              | -                         |
| 20. Januar 1951 – 2. Februar 1951 2 Wochen (insgesamt 20) | 20                                            | Hank Snow & His Rainbow Ranch Boys                                    | I'm Moving On Clarence E. Snow                                  | -                         |
| 3. Februar 1951 – 9. Februar 1951 1 Woche (insgesamt 1) | 1                                             | Tennessee Ernie Ford                                                  | The Shotgun Boogie Tennessee Ernie Ford                         | -                         |
| 10. Februar 1951 – 16. Februar 1951 1 Woche (insgesamt 21) | 21                                            | Hank Snow & His Rainbow Ranch Boys                                    | I'm Moving On Clarence E. Snow                                  | -                         |
| 17. Februar 1951 – 23. Februar 1951 1 Woche (insgesamt 1) | 1                                             | Eddy Arnold & His Tennessee Plowboys                                  | There's Been a Change in Me Cy Coben                            | -                         |
| 24. Februar 1951 – 2. März 1951 1 Woche (insgesamt 2) | 2                                             | Tennessee Ernie Ford                                                  | The Shotgun Boogie Tennessee Ernie Ford                         | -                         |
| 3. März 1951 – 16. März 1951 2 Wochen (insgesamt 3) | 3                                             | Eddy Arnold & His Tennessee Plowboys                                  | There's Been a Change in Me Cy Coben                            | -                         |
| 17. März 1951 – 23. März 1951 1 Woche (insgesamt 3) | 3                                             | Tennessee Ernie Ford                                                  | The Shotgun Boogie Tennessee Ernie Ford                         | -                         |
| 24. März 1951 – 30. März 1951 1 Woche (insgesamt 4) | 4                                             | Eddy Arnold & His Tennessee Plowboys                                  | There's Been a Change in Me Cy Coben                            | -                         |
| 31. März 1951 – 18. Mai 1951 7 Wochen (insgesamt 7) | 7                                             | Hank Snow & His Rainbow Ranch Boys                                    | The Rhumba Boogie Clarence E. Snow                              | -                         |
| 19. Mai 1951 – 25. Mai 1951 1 Woche (insgesamt 1) | 1                                             | Eddy Arnold & His Tennessee Plowboys                                  | Kentucky Waltz Bill Monroe                                      | -                         |
| 26. Mai 1951 – 1. Juni 1951 1 Woche (insgesamt 8) | 8                                             | Hank Snow & His Rainbow Ranch Boys                                    | The Rhumba Boogie Clarence E. Snow                              | -                         |
| 2. Juni 1951 – 8. Juni 1951 1 Woche (insgesamt 2) | 2                                             | Eddy Arnold & His Tennessee Plowboys                                  | Kentucky Waltz Bill Monroe                                      | -                         |
| 9. Juni 1951 – 22. Juni 1951 2 Wochen (insgesamt 2) | 2                                             | Lefty Frizzell                                                        | I Want to Be with You Always Lefty Frizzell, Jim Beck           | -                         |
| 23. Juni 1951 – 29. Juni 1951 1 Woche (insgesamt 3) | 3                                             | Eddy Arnold & His Tennessee Plowboys                                  | Kentucky Waltz Bill Monroe                                      | -                         |
| 30. Juni 1951 – 27. Juli 1951 4 Wochen (insgesamt 6) | 6                                             | Lefty Frizzell                                                        | I Want to Be with You Always Lefty Frizzell, Jim Beck           | -                         |
| 28. Juli 1951 – 31. August 1951 5 Wochen (insgesamt 5) | 5                                             | Eddy Arnold & His Tennessee Plowboys                                  | I Wanna Play House With You Cy Coben                            | -                         |
| 1. September 1951 – 7. September 1951 1 Woche (insgesamt 1) | 1                                             | Lefty Frizzell                                                        | Always Late (with Your Kisses) Lefty Frizzell, Blackie Crawford | -                         |
| 8. September 1951 – 14. September 1951 1 Woche (insgesamt 6) | 6                                             | Eddy Arnold & His Tennessee Plowboys                                  | I Wanna Play House With You Cy Coben                            | -                         |
| 15. September 1951 – 30. November 1951 11 Wochen (insgesamt 12) | 12                                            | Lefty Frizzell                                                        | Always Late (with Your Kisses) Lefty Frizzell, Blackie Crawford | -                         |
| 1. Dezember 1951 – 28. Dezember 1951 4 Wochen (insgesamt 4) | 4                                             | Pee Wee King & His Golden West Cowboys, Vocal Refrain by Redd Stewart | Slow Poke Pee Wee King, Chilton Price                           | -                         |

## Country & Western Records Most Played By Folk Disk Jockeys
| ← 1950 ← | Liste der Nummer-eins-Country-Hits in den USA | Liste der Nummer-eins-Country-Hits in den USA                         | Liste der Nummer-eins-Country-Hits in den USA                   | 1952 →                    |
| \| Zeitraum \| Wo. ges. \| Interpret \| Titel Autor(en) \| Zusätzliche Informationen \| \| (Zeitraum, Wochen auf Platz eins, Interpret, Titel, Autor[en], zusätzliche Informationen) \| \| \| \| \| \| ----------------------------------------------------------------------------------------- \| -------- \| --------------------------------------------------------------------- \| ------------------------------------------------------------------- \| ------------------------- \| \| 30. Dezember 1951 – 5. Januar 1951 1 Woche (insgesamt 1) \| 1 \| Hank Williams with His Drifting Cowboys \| Moanin' the Blues[12] Hank Williams \| - \| \| 6. Juni 1951 – 12. Januar 1951 31 Wochen (insgesamt 1) \| 1 \| Lefty Frizzell \| I Want to Be with You Always Lefty Frizzell \| - \| \| 13. Januar 1951 – 19. Januar 1950 1 Woche (insgesamt 18) \| 18 \| Hank Snow & His Rainbow Ranch Boys \| I'm Moving On Clarence E. Snow \| - \| \| 20. Januar 1951 – 26. Januar 1951 1 Woche (insgesamt 2) \| 2 \| Lefty Frizzell \| I Want to Be with You Always Lefty Frizzell \| - \| \| 27. Januar 1951 – 2. Februar 1951 1 Woche (insgesamt 1) \| 1 \| Hank Snow & His Rainbow Ranch Boys \| The Golden Rocket Clarence E. Snow \| - \| \| 3. Februar 1951 – 9. Februar 1951 1 Woche (insgesamt 2) \| 2 \| Lefty Frizzell \| I Want to Be with You Always Lefty Frizzell \| - \| \| 10. Februar 1951 – 23. Februar 1951 2 Wochen (insgesamt 2) \| 2 \| Eddy Arnold & His Tennessee Plowboys \| There's Been a Change in Me Cy Coben \| - \| \| 24. Februar 1951 – 2. März 1951 1 Woche (insgesamt 1) \| 1 \| Tennessee Ernie Ford \| The Shotgun Boogie Tennessee Ernie Ford \| - \| \| 3. März 1951 – 27. April 1951 8 Wochen (insgesamt 10) \| 10 \| Eddy Arnold & His Tennessee Plowboys \| There's Been a Change in Me Cy Coben \| - \| \| 28. April 1951 – 4. Mai 1951 1 Woche (insgesamt 1) \| 1 \| Hank Snow & His Rainbow Ranch Boys \| The Rhumba Boogie Clarence E. Snow \| - \| \| 5. Mai 1951 – 11. Mai 1951 1 Woche (insgesamt 11) \| 11 \| Eddy Arnold & His Tennessee Plowboys \| There's Been a Change in Me Cy Coben \| - \| \| 12. Mai 1951 – 18. Mai 1951 1 Woche (insgesamt 1) \| 1 \| Hank Williams with His Drifting Cowboys \| Cold, Cold Heart[13] Hank Williams \| - \| \| 19. Mai 1951 – 25. Mai 1951 1 Woche (insgesamt 2) \| 2 \| Hank Snow & His Rainbow Ranch Boys \| The Rhumba Boogie Clarence E. Snow \| - \| \| 26. Mai 1951 – 10. August 1951 11 Wochen (insgesamt 11) \| 11 \| Lefty Frizzell \| I Want to Be with You Always Lefty Frizzell, Jim Beck \| - \| \| 11. August 1951 – 14. September 1951 5 Wochen (insgesamt 5) \| 5 \| Hank Williams with His Drifting Cowboys \| Hey, Good Lookin'[14] Hank Williams \| - \| \| 15. September 1951 – 12. Oktober 1951 4 Wochen (insgesamt 4) \| 4 \| Lefty Frizzell \| Always Late (with Your Kisses) Lefty Frizzell, Blackie Crawford \| - \| \| 13. Oktober 1951 – 19. Oktober 1951 1 Woche (insgesamt 6) \| 6 \| Hank Williams with His Drifting Cowboys \| Hey, Good Lookin' Hank Williams \| - \| \| 20. Oktober 1951 – 2. November 1951 2 Wochen (insgesamt 6) \| 6 \| Lefty Frizzell \| Always Late (with Your Kisses) Lefty Frizzell, Blackie Crawford \| - \| \| 3. November 1951 – 9. November 1951 1 Woche (insgesamt 7) \| 7 \| Hank Williams with His Drifting Cowboys \| Hey, Good Lookin' Hank Williams \| - \| \| 10. November 1951 – 16. November 1951 1 Woche (insgesamt 1) \| 1 \| Pee Wee King & His Golden West Cowboys, Vocal Refrain by Redd Stewart \| Slow Poke Pee Wee King, Chilton Price \| - \| \| 17. November 1951 – 23. November 1951 1 Woche (insgesamt 8) \| 8 \| Hank Williams with His Drifting Cowboys \| Hey, Good Lookin' Hank Williams \| - \| \| 24. November 1951 – 21. Dezember 1951 4 Wochen (insgesamt 5) \| 5 \| Pee Wee King & His Golden West Cowboys, Vocal Refrain by Redd Stewart \| Slow Poke Pee Wee King, Chilton Price \| - \| \| 22. Dezember 1951 – 28. Dezember 1951 1 Woche (insgesamt 1) \| 1 \| Carl Smith \| Let Old Mother Nature Have Her Way[15] Loys Sutherland, Louie Clark \| - \| |                                               |                                                                       |                                                                 |                           |
| ← 1950 |                                               |                                                                       |                                                                 | → 1952 →                  |
| Zeitraum | Wo. ges.                                      | Interpret                                                             | Titel Autor(en)                                                 | Zusätzliche Informationen |
| (Zeitraum, Wochen auf Platz eins, Interpret, Titel, Autor[en], zusätzliche Informationen) |                                               |                                                                       |                                                                 |                           |
| 30. Dezember 1951 – 5. Januar 1951 1 Woche (insgesamt 1) | 1                                             | Hank Williams with His Drifting Cowboys                               | Moanin' the Blues Hank Williams                                 | -                         |
| 6. Juni 1951 – 12. Januar 1951 31 Wochen (insgesamt 1) | 1                                             | Lefty Frizzell                                                        | I Want to Be with You Always Lefty Frizzell                     | -                         |
| 13. Januar 1951 – 19. Januar 1950 1 Woche (insgesamt 18) | 18                                            | Hank Snow & His Rainbow Ranch Boys                                    | I'm Moving On Clarence E. Snow                                  | -                         |
| 20. Januar 1951 – 26. Januar 1951 1 Woche (insgesamt 2) | 2                                             | Lefty Frizzell                                                        | I Want to Be with You Always Lefty Frizzell                     | -                         |
| 27. Januar 1951 – 2. Februar 1951 1 Woche (insgesamt 1) | 1                                             | Hank Snow & His Rainbow Ranch Boys                                    | The Golden Rocket Clarence E. Snow                              | -                         |
| 3. Februar 1951 – 9. Februar 1951 1 Woche (insgesamt 2) | 2                                             | Lefty Frizzell                                                        | I Want to Be with You Always Lefty Frizzell                     | -                         |
| 10. Februar 1951 – 23. Februar 1951 2 Wochen (insgesamt 2) | 2                                             | Eddy Arnold & His Tennessee Plowboys                                  | There's Been a Change in Me Cy Coben                            | -                         |
| 24. Februar 1951 – 2. März 1951 1 Woche (insgesamt 1) | 1                                             | Tennessee Ernie Ford                                                  | The Shotgun Boogie Tennessee Ernie Ford                         | -                         |
| 3. März 1951 – 27. April 1951 8 Wochen (insgesamt 10) | 10                                            | Eddy Arnold & His Tennessee Plowboys                                  | There's Been a Change in Me Cy Coben                            | -                         |
| 28. April 1951 – 4. Mai 1951 1 Woche (insgesamt 1) | 1                                             | Hank Snow & His Rainbow Ranch Boys                                    | The Rhumba Boogie Clarence E. Snow                              | -                         |
| 5. Mai 1951 – 11. Mai 1951 1 Woche (insgesamt 11) | 11                                            | Eddy Arnold & His Tennessee Plowboys                                  | There's Been a Change in Me Cy Coben                            | -                         |
| 12. Mai 1951 – 18. Mai 1951 1 Woche (insgesamt 1) | 1                                             | Hank Williams with His Drifting Cowboys                               | Cold, Cold Heart Hank Williams                                  | -                         |
| 19. Mai 1951 – 25. Mai 1951 1 Woche (insgesamt 2) | 2                                             | Hank Snow & His Rainbow Ranch Boys                                    | The Rhumba Boogie Clarence E. Snow                              | -                         |
| 26. Mai 1951 – 10. August 1951 11 Wochen (insgesamt 11) | 11                                            | Lefty Frizzell                                                        | I Want to Be with You Always Lefty Frizzell, Jim Beck           | -                         |
| 11. August 1951 – 14. September 1951 5 Wochen (insgesamt 5) | 5                                             | Hank Williams with His Drifting Cowboys                               | Hey, Good Lookin' Hank Williams                                 | -                         |
| 15. September 1951 – 12. Oktober 1951 4 Wochen (insgesamt 4) | 4                                             | Lefty Frizzell                                                        | Always Late (with Your Kisses) Lefty Frizzell, Blackie Crawford | -                         |
| 13. Oktober 1951 – 19. Oktober 1951 1 Woche (insgesamt 6) | 6                                             | Hank Williams with His Drifting Cowboys                               | Hey, Good Lookin' Hank Williams                                 | -                         |
| 20. Oktober 1951 – 2. November 1951 2 Wochen (insgesamt 6) | 6                                             | Lefty Frizzell                                                        | Always Late (with Your Kisses) Lefty Frizzell, Blackie Crawford | -                         |
| 3. November 1951 – 9. November 1951 1 Woche (insgesamt 7) | 7                                             | Hank Williams with His Drifting Cowboys                               | Hey, Good Lookin' Hank Williams                                 | -                         |
| 10. November 1951 – 16. November 1951 1 Woche (insgesamt 1) | 1                                             | Pee Wee King & His Golden West Cowboys, Vocal Refrain by Redd Stewart | Slow Poke Pee Wee King, Chilton Price                           | -                         |
| 17. November 1951 – 23. November 1951 1 Woche (insgesamt 8) | 8                                             | Hank Williams with His Drifting Cowboys                               | Hey, Good Lookin' Hank Williams                                 | -                         |
| 24. November 1951 – 21. Dezember 1951 4 Wochen (insgesamt 5) | 5                                             | Pee Wee King & His Golden West Cowboys, Vocal Refrain by Redd Stewart | Slow Poke Pee Wee King, Chilton Price                           | -                         |
| 22. Dezember 1951 – 28. Dezember 1951 1 Woche (insgesamt 1) | 1                                             | Carl Smith                                                            | Let Old Mother Nature Have Her Way Loys Sutherland, Louie Clark | -                         |